# Spontanatmung
Spontanatmung ist die selbstständige, kontinuierliche, (meist) unbewusste Atmung unter Kontrolle der eigenen Atemregulation. Ihren Gegensatz bildet die (künstliche) Beatmung. Allerdings ist es mit Hilfe moderner Beatmungssysteme möglich, eine zu schwache Spontanatmung des Patienten zu unterstützen, so dass die Atemarbeit (bei Spontanatmung die zur Überwindung von statischen bzw. elastischen und dynamischen bzw. strömungsbedingten Widerständen erforderlichen aktiven Muskelkontraktionen) sowohl vom Menschen als auch von der Maschine geleistet wird, was man unter dem Begriff der Maschinell unterstützten Spontanatmung fasst. Eine ausreichende (adäquate) Spontanatmung ist an sichtbaren intermittierenden Brustkorbbewegungen, spürbarer Luftausströmung, in der Klinik auch durch eine Blutgasanalyse zu erkennen.
Falls keine Komplikationen vorliegen, beginnt sechs bis maximal zwanzig Sekunden nach der Geburt eines Babys die Spontanatmung selbsttätig, wobei die Ursachen dafür wahrscheinlich im CO2-Anstieg und pH-Abfall im Blut, im Kältereiz und in Berührungen liegen.